# Partidu Democrática Liberal

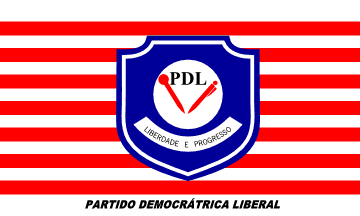
Flagge der Partidu Democrática Liberal

Die Partidu Democrática Liberal PDL ist eine Partei in Osttimor, die als Partai Liberal (Liberale Partei) im Mai 2001 gegründet wurde. Die Umbenennung erfolgte 2011. 2018 entzog das Tribunal de Recurso de Timor-Leste (deutsch Berufungsgericht Osttimors) der PDL, wegen nicht Erfüllung der gesetzlichen Bedingungen, die Zulassung als Partei.

## Mitglieder
Der Parteivorsitzende war 2011 noch Gründungspräsident  Armando José Dourado da Silva. Vizepräsident bei der Gründung war Fernando Mara Sousa, Generalsekretär Latino Quimbra.
Vor den Wahlen 2012 wurde Silva von Marito de Araújo als Vorsitzender abgelöst. Generalsekretär ist Gaspar de Araújo.

## Hintergrund

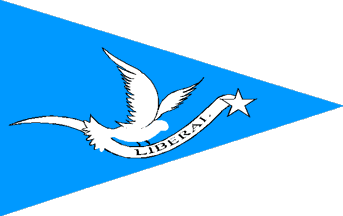
Flagge der Partai Liberal

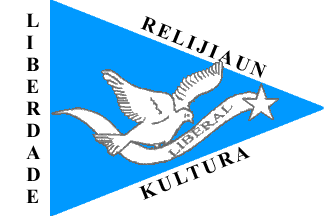
Variante

Die PL hat ihre Wurzeln in der Frente Iha Timor Unidos Nafatin (FITUN), einer Jugend-Unabhängigkeitsorganisation, auch wenn sie keine einfache Umwandlung ist. Mehrere führende Mitglieder stammen aus der FITUN. Einige Quellen berichten, die FITUN hätte sich durch diese Frage gespalten. Als Vorbild nahm man sich liberale Parteien aus anderen Ländern, wie zum Beispiel dem Vereinigten Königreich.
Die Partei gilt als liberal und rechtsorientiert. Das Parteimotto, das von der Partei Liberal übernommen wurde, lautet Relijaun (Religion), Kultura (culture), Liberdade (Freiheit). Das Parteimotto wird in Tetum verwendet, während die meisten anderen Parteien zumindest in der Anfangszeit Portugiesisch oder beide Amtssprachen gemeinsam benutzen.
Bei der Gründung der PL waren die Mitglieder in erster Linie junge Leute, die im Widerstand gegen die indonesische Besatzung mitgewirkt hatten. Bei den ersten Parlamentswahlen am 30. August 2001 erhielt die Partei 1,10 % der Stimmen und damit einen der insgesamt 88 Sitze im Parlament von Osttimor. Parteichef Silva übernahm den Sitz in der Verfassunggebenden Versammlung und dem späteren Parlament, wurde aber zeitweise von Carlos de Almeida Sarmento als Abgeordneter vertreten. Ihre Hochburgen hatte die PL in den Distrikten Oe-Cusse Ambeno (5,7 %) und Viqueque (3,1 %).
Bei den Neuwahlen zum Parlament am 30. Juni trat die Partai Liberal nach einer Entscheidung von Parteichef Silva nicht mit einer eigenen Liste an. Stattdessen kandidierte er für den Congresso Nacional da Reconstrução Timorense (CNRT). Am 9. Juni 2007 erklärten daher 250 PL-Mitglieder unter Führung von Marcus de Conceição ihren Beitritt zur Partido Democrático (PD). Silva konnte auf der CNRT-Liste keinen Sitz im Parlament gewinnen.
Bei den Parlamentswahlen am 7. Juli 2012 scheiterte die Partidu Democrática Liberal an der Drei-Prozent-Hürde mit 0,47 % (2.222 Stimmen). Statt Parteichef Marito de Araújo hatte Generalsekretär Gaspar de Araújo die Liste angeführt. Im Distrikt Ermera erzielte die PDC mit 1,79 % ihr bestes Ergebnis. Bei den 2017 und 2018 stellte die PDL keine Kandidatenliste auf.

## Belege
- Pat Walsh: East Timor’s Political Parties and Groupings Briefing Notes, Australian Council for Overseas Aid 2001, 1. Ausgabe (englisch; MS Word; 174 kB)
- Dennis Shoesmith: Political Parties and Groupings of Timor-Leste, Australian Labor International, Oktober 2011, 3. Ausgabe (Memento vom 7. Mai 2012 im Internet Archive) (englisch)